# Domenico di Michelino

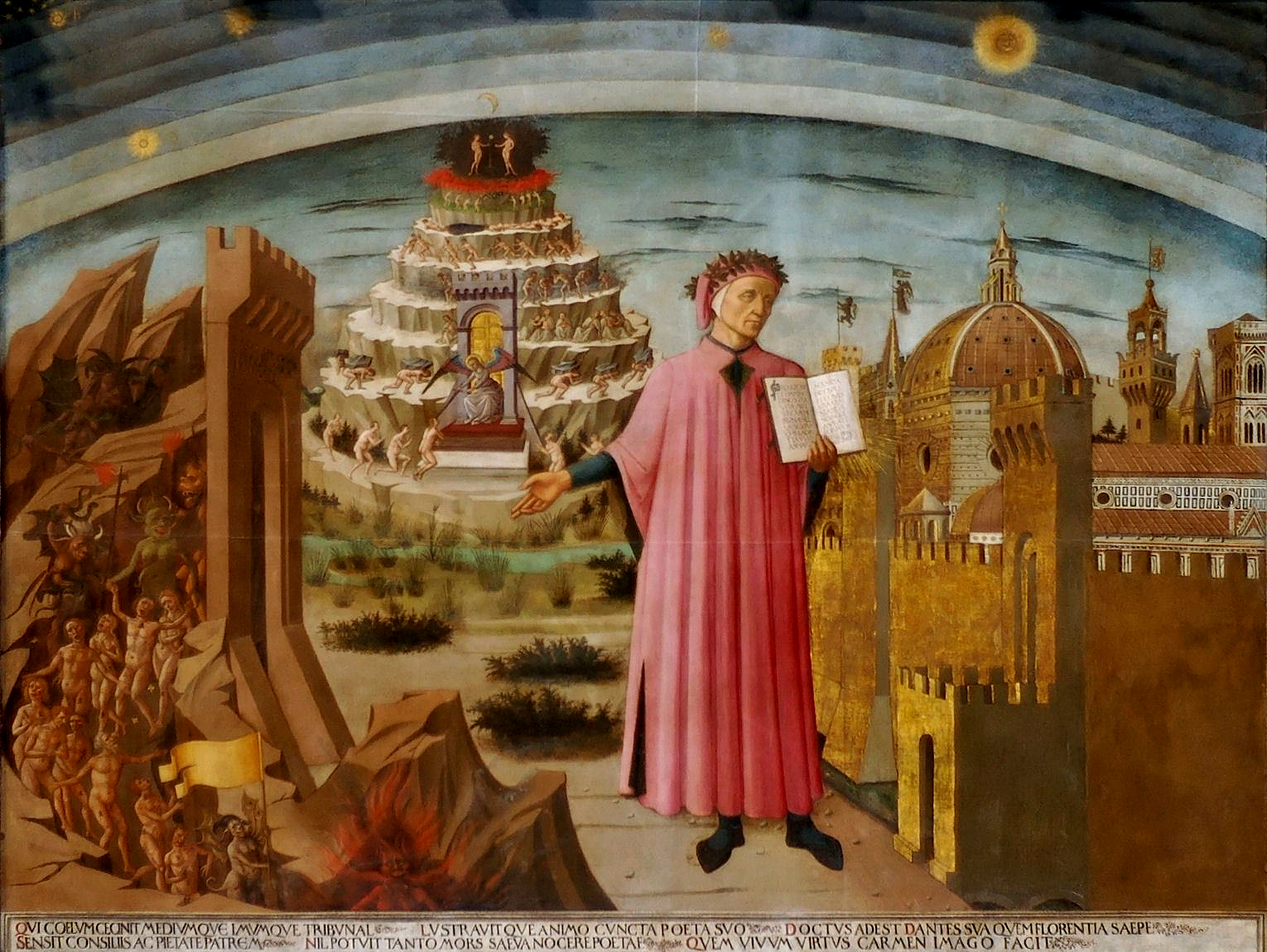
Fresk Dante i trzy królestwa (1465)

Domenico di Michelino (1417 – 1491) – włoski malarz. 
W swoich dziełach nawiązywał do stylu Fra Angelico. Urodził się i zmarł we Florencji. Tematem większości prac Michelino były sceny biblijne. Jego najbardziej znanym dziełem jest fresk Dante i trzy królestwa znajdujący się we florenckim kościele Santa Maria del Fiore.